# Rollinia ferruginea
Rollinia ferruginea é uma pequena árvore, muito rara, da Mata Atlântica, que ocorre no Brasil, apenas em torno da cidade do Rio de Janeiro. Ocorre no Parque Nacional da Tijuca.
Sua altura máxima é de 2 metros.